# Amazing (Tanja-dal)
Az Amazing (magyarul: Elképesztő) egy dal, amely Észtországot képviselte a 2014-es Eurovíziós Dalfesztiválon, Koppenhágában. A dalt az orosz-észt Tanja adta elő angol nyelven.
A dal a 2014. március 1-én rendezett 10 fős észt nemzeti döntőben nyerte el az indulás jogát, ahol a zsűri és a nézői szavazatok együttese alakította ki a végeredményt.
A dalt Koppenhágában a május 6-i első elődöntőben adták elő, fellépési sorrendben harmadikként a lett Aarzemnieki együttes Cake to Bake című dala után, és a svéd Sanna Nielsen Undo című dala előtt. A dal 36 ponttal a 12. helyen végzett, így nem jutott tovább a döntőbe.
A produkcióban Tanja mellett részt vett még három vokalista (Marilin Kongo, Kaire Vilgats és Marvi Vallaste) valamint egy táncos (Argo Liik) is.

## Külső hivatkozások
- Dalszöveg
- Az Amazing című dal előadása az észt nemzeti döntőben (2014. március 1.). YouTube
- Az Amazing című dal előadása az Eurovíziós Dalfesztivál első elődöntőjében (2014. május 6.). YouTube